# Diskografie Chucka Berryho
Toto je diskografie rock and rollového hudebníka Chucka Berryho.

## Studiová alba
| Název                             | Detaily                                                                                     | Peak chart positions | Peak chart positions | Peak chart positions |
| Název                             | Detaily                                                                                     | US 200               | US R&B               | CA                   |
| --------------------------------- | ------------------------------------------------------------------------------------------- | -------------------- | -------------------- | -------------------- |
| After School Session              | - Vydáno: květen 1957 - Vydavatelství: Chess (LP-1426) - Formát: mono LP                    | —                    | —                    | —                    |
| One Dozen Berrys                  | - Vydáno: březen 1958 - Vydavatelství: Chess (LP-1432) - Formát: mono LP                    | —                    | —                    | —                    |
| Chuck Berry Is on Top             | - Vydáno: červenec 1959 - Vydavatelství: Chess LP-1435 - Formát: LP                         | —                    | —                    | —                    |
| Rockin' at the Hops               | - Vydáno: červenec 1960 - Vydavatelství: Chess (LP-1448) - Formát: mono LP                  | —                    | —                    | —                    |
| New Juke Box Hits                 | - Vydáno: březen 1961 - Vydavatelství: Chess (LP-1456) - Formát: mono LP                    | —                    | —                    | —                    |
| Two Great Guitars (w/ Bo Diddley) | - Vydáno: srpen 1964 - Vydavatelství: Checker (LP-2991) - Formát: mono LP                   | —                    | —                    | —                    |
| St. Louis to Liverpool            | - Vydáno: listopad 1964 - Vydavatelství: Chess (LP/S-1488) - Formát: mono/stereo LP         | 124                  | —                    | —                    |
| Chuck Berry in London             | - Vydáno: duben 1965 - Vydavatelství: Chess (LP/S-1495) - Formát: mono/stereo LP            | —                    | —                    | —                    |
| Fresh Berry's                     | - Vydáno: listopad 1965 - Vydavatelství: Chess (LP/S-1498) - Formát: mono/stereo LP         | —                    | —                    | —                    |
| Chuck Berry's Golden Hits         | - Vydáno: březen 1967 - Vydavatelství: Mercury (MG-21103/SR-61103) - Formát: mono/stereo LP | —                    | —                    | —                    |
| Chuck Berry in Memphis            | - Vydáno: září 1967 - Vydavatelství: Mercury (MG-21123/SR-61123) - Formát: mono/stereo LP   | —                    | —                    | —                    |
| From St. Louie to Frisco          | - Vydáno: listopad 1968 - Vydavatelství: Mercury (SR-61176) - Formát: stereo LP             | 185                  | —                    | —                    |
| Concerto in B. Goode              | - Vydáno: červen 1969 - Vydavatelství: Mercury (SR-61223) - Formát: stereo LP               | —                    | —                    | —                    |
| Back Home                         | - Vydáno: listopad 1970 - Vydavatelství: Chess (LPS-1550) - Formát: stereo LP               | —                    | —                    | —                    |
| San Francisco Dues                | - Vydáno: září 1971 - Vydavatelství: Chess (CH-50008) - Formát: stereo LP                   | —                    | —                    | —                    |
| The London Chuck Berry Sessions   | - Vydáno: říjen 1972 - Vydavatelství: Chess (CH-60020) - Formát: stereo LP                  | 8                    | 8                    | 6                    |
| Bio                               | - Vydáno: srpen 1973 - Vydavatelství: Chess (CH-50043) - Formát: stereo LP                  | 175                  | 58                   | —                    |
| Chuck Berry                       | - Vydáno: únor 1975 - Vydavatelství: Chess (CH-60032) - Formát: stereo LP                   | —                    | —                    | —                    |
| Rock It                           | - Vydáno: 1979 - Vydavatelství: Atco (SD-38-118) - Formát: stereo LP                        | —                    | —                    | —                    |
| „—“ neumístilo se v žebříčcích.   |                                                                                             |                      |                      |                      |

## Koncertní alba
- Chuck Berry on Stage (1963)
- Live at the Fillmore Auditorium (1967)
- The London Chuck Berry Sessions (1972, druhá strana)
- Chuck Berry Live in Concert (1978)
- Alive and Rockin' (1981)
- Chuck Berry Live (1981)
- Toronto Rock 'n' Roll Revival 1969 Vol. II (1982)
- Toronto Rock 'n' Roll Revival 1969 Vol. III (1982)
- Live! (2000)
- Live on Stage (2000)
- Chuck Berry - In Concert (2002)

## Kompilace
| Název                                                                     | Detaily | Pozice   | Pozice     | Pozice |   |   |   |
| ------------------------------------------------------------------------- | --- | -------- | ---------- | ------ | - | - | - |
| Název                                                                     | Detaily | U.S. 200 | U.S. Blues | U.K.   | — | — | — |
| Chuck Berry Twist                                                         | - Vydáno: únor 1962 - Vydavatelství: Chess LP-1465 - Formát: LP                                                                | —        | —          | —      |   |   |   |
| More Chuck Berry                                                          | - Vydáno: prosinec 1963 (pouze Spojené království) - Vydavatelství: Pye International NPL 28028 - Formát: LP                   | —        | —          | 9      |   |   |   |
| Chuck Berry's Greatest Hits                                               | - Vydáno: duben 1964 - Vydavatelství: Chess LP-1485 - Formát: LP                                                               | 34       | —          | —      |   |   |   |
| The Latest and the Greatest                                               | - Vydáno: květen 1964 (pouze Spojené království) - Vydavatelství: Pye International NPL 28031 - Formát: LP                     | —        | —          | 8      |   |   |   |
| You Never Can Tell                                                        | - Vydáno: září 1964 (pouze Spojené království) - Vydavatelství: Pye International NPL 29039 - Formát: LP                       | —        | —          | 18     |   |   |   |
| Chuck Berry's Golden Decade                                               | - Vydáno: 1967 - Vydavatelství: Chess 2CH-1514 - Formát: Double LP                                                             | 72       | —          | —      |   |   |   |
| Chuck Berry's Golden Decade, Vol. 2                                       | - Vydáno: únor 1973 - Vydavatelství: Chess 2CH-60023 - Formát: Double LP                                                       | 110      | —          | —      |   |   |   |
| Chuck Berry's Golden Decade, Vol. 3                                       | - Vydáno: květen 1974 - Vydavatelství: Chess 2CH-60028 - Formát: Double LP                                                     | —        | —          | —      |   |   |   |
| Motorvatin'                                                               | - Vydáno: 1976 (pouze Evropa) - Vydavatelství: Chess 9288 690 - Formát: LP                                                     | —        | —          | 7      |   |   |   |
| The Great Twenty-Eight                                                    | - Vydáno: 1982 - Vydavatelství: Chess 2CH-8201 - Formát: Double LP                                                             | —        | —          | —      |   |   |   |
| Motive Series                                                             | - Vydáno: 1982 - Vydavatelství: Mercury 6463129 - Formát: LP                                                                   | —        | —          | —      |   |   |   |
| Chess Masters                                                             | - Vydáno: březen 1983 - Vydavatelství: Chess CXMP 2011 - Formát: LP                                                            | —        | —          | —      |   |   |   |
| Rock 'n' Roll Rarities                                                    | - Vydáno: březen 1986 - Vydavatelství: Chess 2CH-92521 - Formát: Double LP                                                     | —        | —          | —      |   |   |   |
| More Rock 'n' Roll Rarities                                               | - Vydáno: srpen 1986 - Vydavatelství: Chess CH-9190 - Formát: LP, CD, MC                                                       | —        | —          | —      |   |   |   |
| The Chess Box                                                             | - Vydáno: 1988 - Vydavatelství: Chess CHD3-80001 - Formát: CD                                                                  | —        | —          | —      |   |   |   |
| Missing Berries: Rarities, Vol. 3                                         | - Vydáno: červen 1990 - Vydavatelství: Chess CHC/D-9318 - Formát: MC, CD                                                       | —        | —          | —      |   |   |   |
| The Collection                                                            | - Vydáno: 26. srpna 1991 - Vydavatelství: MCA MCAC-17751 - Formát: MC                                                          | —        | —          | —      |   |   |   |
| 36 All-Time Greatest Hits                                                 | - Vydáno: 1996 - Vydavatelství: Universal Distribution - Formát: CD                                                            | —        | —          | —      |   |   |   |
| Let It Rock                                                               | - Vydáno: 4. června 1996 - Vydavatelství: Universal Special MCAC/D-20931 - Formát: MC, CD                                      | —        | —          | —      |   |   |   |
| The Best of Chuck Berry                                                   | - Vydáno: 26. července 1996 - Vydavatelství: MCA MCAD-11560 - Formát: dvojCD                                                   | —        | —          | —      |   |   |   |
| Guitar Legends                                                            | - 5. písní Chuck Berry, 5. písní Bo Diddley - Vydáno: 11. února 1997 - Vydavatelství: Universal Special 20974 - Formát: MC, CD | —        | —          | —      |   |   |   |
| His Best, Vol. 1                                                          | - Vydáno: 25. března 1996 - Vydavatelství: MCA/Chess CHD-9371 - Formát: CD                                                     | —        | —          | —      |   |   |   |
| His Best, Vol. 2                                                          | - Vydáno: 20. května 1997 - Vydavatelství: MCA/Chess CHD-9381 - Formát: CD                                                     | —        | —          | —      |   |   |   |
| The Best of Chuck Berry                                                   | - Vydáno: 15. září 1997 - Vydavatelství: Universal Distribution - Formát: CD                                                   | —        | —          | —      |   |   |   |
| Sweet Little Rock 'n' Roller                                              | - Vydáno: 14. října 1997 - Vydavatelství: MCA/Chess CHD-80245 - Formát: CD                                                     | —        | —          | —      |   |   |   |
| 20th Century Masters – The Millennium Collection: The Best of Chuck Berry | - Vydáno: 23. března 1999 - Vydavatelství: MCA MCAC/D-11944 - Formát: MC, CD                                                   | —        | 13         | —      |   |   |   |
| Anthology                                                                 | - Vydáno: 27. června 2000 - Vydavatelství: MCA/Chess CHD-112304 - Formát: CD                                                   | —        | —          | —      |   |   |   |
| The Ultimate Collection                                                   | - Vydáno: 5. září 2000 - Vydavatelství: Universal International 17751 - Formát: CD                                             | —        | —          | —      |   |   |   |
| Blues                                                                     | - Vydáno: 12. srpna 2003 - Vydavatelství: MCA/Chess B000053002 - Formát: CD                                                    | —        | —          | —      |   |   |   |
| Chuck Berry                                                               | - Vydáno: 28. října 2003 - Vydavatelství: Universal International 98017 - Formát: CD                                           | —        | —          | —      |   |   |   |
| Johnny B. Goode: His Complete '50s Chess Recordings                       | - Vydáno: 19. února 2008 - Vydavatelství: Hip-O Select-Geffen-Universal - Formát: CD                                           | —        | —          | —      |   |   |   |
| You Never Can Tell: His Complete Chess Recordings 1960-1966               | - Vydáno: 31. března 2009 - Vydavatelství: Hip-O Select-Geffen-Universal 12465 - Formát: CD                                    | —        | —          | —      |   |   |   |
| Have Mercy: His Complete Chess Recordings 1969-1974                       | - Vydáno: 23. března 2010 - Vydavatelství: Hip-O Select-Geffen-Universal 13790 - Formát: CD                                    | —        | —          | —      |   |   |   |
| „—“ neumístilo se v žebříčcích.                                           | |          |            |        |   |   |   |

## Soundtracky
| Název                     | Detaily                                                                     |
| ------------------------- | --------------------------------------------------------------------------- |
| Rock, Rock, Rock          | - Vydáno: prosinec 1956 - Vydavatelství: Chess (LP-1425) - Formát: mono LP  |
| Hail! Hail! Rock 'n' Roll | - Vydáno: říjen 1987 - Vydavatelství: MCA (MCA/C/D-6217) - Formát: LP/MC/CD |

## EP
| Název                        | Detaily                                                                                       |
| ---------------------------- | --------------------------------------------------------------------------------------------- |
| After School Session         | - Vydáno: květen 1957 - Vydavatelství: Chess (EP 5118) - Formát: 7" 45 RPM - Původ: US        |
| Rock and Roll Music          | - Vydáno: 1957 - Vydavatelství: Chess (EP 5119) - Formát: 7" 45 RPM - Původ: US               |
| Sweet Little 16              | - Vydáno: 1958 - Vydavatelství: Chess (EP 5121) - Formát: 7" 45 RPM - Původ: US               |
| Pickin' Berries              | - Vydáno: 1958 - Vydavatelství: Chess (EP 5124) - Formát: 7" 45 RPM - Původ: US               |
| Sweet Little Rock and Roller | - Vydáno: 1959 - Vydavatelství: Chess (EP 5126) - Formát: 7" 45 RPM - Původ: US               |
| Chuck Berry                  | - Vydáno: 1963 - Vydavatelství: Pye International (NEP 44011) - Formát: 7" 45 RPM - Původ: UK |
| This Is Chuck Berry          | - Vydáno: 1963 - Vydavatelství: Pye International (NEP 44013) - Formát: 7" 45 RPM - Původ: UK |
| The Best of Chuck Berry      | - Vydáno: 1963 - Vydavatelství: Pye International (NEP 44018) - Formát: 7" 45 RPM - Původ: UK |

## Singly
| Rok                           | Název                                     | Pozice | Pozice | Pozice | Pozice | Pozice | Pozice | Pozice |
| Rok                           | Název                                     | US Hot | US R&B | CA     | GE     | NL     | NO     | UK     |
| ----------------------------- | ----------------------------------------- | ------ | ------ | ------ | ------ | ------ | ------ | ------ |
| 1955                          | "Maybellene" (A-strana)                   | 5      | 1      | —      | —      | —      | —      | —      |
| 1955                          | "Wee Wee Hours" (B-strana)                | —      | 10     | —      | —      | —      | —      | —      |
| 1955                          | "Thirty Days"                             | —      | 2      | —      | —      | —      | —      | —      |
| 1955                          | "No Money Down"                           | —      | 8      | —      | —      | —      | —      | —      |
| 1956                          | "Roll Over Beethoven"                     | 29     | 2      | —      | 31     | —      | —      | —      |
| 1956                          | "Too Much Monkey Business"                | —      | 4      | —      | —      | —      | —      | —      |
| 1956                          | "You Can't Catch Me"                      | —      | —      | —      | —      | —      | —      | —      |
| 1957                          | "School Day (Ring! Ring! Goes the Bell)"  | 3      | 1      | —      | —      | —      | —      | 24     |
| 1957                          | "Oh Baby Doll"                            | 57     | 12     | —      | —      | —      | —      | —      |
| 1957                          | "Rock and Roll Music"                     | 8      | 6      | —      | —      | —      | —      | —      |
| 1957                          | "Havana Moon"                             | —      | —      | —      | —      | —      | —      | —      |
| 1958                          | "Sweet Little Sixteen"                    | 2      | 1      | —      | —      | —      | —      | 16     |
| 1958                          | "Johnny B. Goode"                         | 8      | 1      | —      | —      | —      | —      | —      |
| 1958                          | "Beautiful Delilah"                       | 81     | —      | —      | —      | —      | —      | —      |
| 1958                          | "Carol"                                   | 18     | 9      | —      | —      | —      | —      | —      |
| 1958                          | "Joe Joe Gun" (A-strana)                  | 83     | —      | —      | —      | —      | —      | —      |
| 1958                          | "Sweet Little Rock and Roller" (B-strana) | 47     | 13     | —      | —      | —      | —      | —      |
| 1958                          | "Merry Christmas Baby" (A-strana)         | 71     | —      | —      | —      | —      | —      | —      |
| 1958                          | "Run Rudolph Run" (B-strana)              | 69     | —      | —      | —      | —      | —      | 36     |
| 1959                          | "Anthony Boy"                             | 60     | —      | —      | —      | —      | —      | —      |
| 1959                          | "Almost Grown" (A-strana)                 | 32     | 3      | —      | —      | —      | —      | —      |
| 1959                          | "Little Queenie" (B-strana)               | 80     | —      | —      | —      | —      | —      | —      |
| 1959                          | "Back in the U.S.A." (A-strana)           | 37     | 16     | —      | —      | —      | —      | —      |
| 1959                          | "Memphis, Tennessee" (B-strana)           | —      | —      | —      | —      | —      | —      | 6      |
| 1959                          | "Childhood Sweetheart"                    | —      | —      | —      | —      | —      | —      | —      |
| 1960                          | "Let It Rock" (A-strana)                  | 64     | —      | —      | —      | —      | —      | 6      |
| 1960                          | "Too Pooped To Pop" (B-strana)            | 42     | 18     | —      | —      | —      | —      | —      |
| 1960                          | "Bye Bye Johnny"                          | —      | —      | —      | —      | —      | —      | —      |
| 1960                          | "I Got to Find My Baby"                   | —      | —      | —      | —      | —      | —      | —      |
| 1960                          | "Jaguar and Thunderbird"                  | 109    | —      | —      | —      | —      | —      | —      |
| 1961                          | "Little Star"                             | —      | —      | —      | —      | —      | —      | —      |
| 1961                          | "Go-Go-Go"                                | —      | —      | —      | —      | —      | —      | —      |
| 1963                          | "I'm Talking About You"                   | —      | —      | —      | —      | —      | —      | —      |
| 1964                          | "Nadine"                                  | 23     | 7      | —      | —      | —      | —      | 27     |
| 1964                          | "No Particular Place to Go"               | 10     | 2      | 6      | —      | —      | —      | 3      |
| 1964                          | "You Never Can Tell"                      | 14     | —      | 11     | —      | —      | —      | 23     |
| 1964                          | "Little Marie"                            | 54     | 30     | 40     | —      | —      | —      | —      |
| 1964                          | "Promised Land"                           | 41     | 16     | 30     | —      | —      | —      | 26     |
| 1964                          | "Chuck's Beat" w/ Bo Diddley              | —      | —      | —      | —      | —      | —      | —      |
| 1965                          | "Dear Dad"                                | 95     | —      | —      | —      | —      | —      | —      |
| 1965                          | "It Wasn't Me"                            | —      | —      | —      | —      | —      | —      | —      |
| 1966                          | "Ramona Say Yes"                          | —      | —      | —      | —      | —      | —      | —      |
| 1966                          | "Club Nitty Gritty"                       | —      | —      | —      | —      | —      | —      | —      |
| 1967                          | "Back to Memphis"                         | —      | —      | —      | —      | —      | —      | —      |
| 1967                          | "Feelin' It"                              | —      | —      | —      | —      | —      | —      | —      |
| 1968                          | "St. Louis to Frisco"                     | —      | —      | —      | —      | —      | —      | —      |
| 1969                          | "Good Looking Woman"                      | —      | —      | —      | —      | —      | —      | —      |
| 1970                          | "Tulane"                                  | —      | —      | —      | —      | —      | —      | —      |
| 1972                          | "My Ding-a-Ling"                          | 1      | 42     | 1      | 40     | 29     | 7      | 1      |
| 1972                          | "Reelin' and Rockin'" (live)              | 27     | —      | 21     | —      | —      | —      | 18     |
| 1973                          | "Bio"                                     | —      | —      | —      | —      | —      | —      | —      |
| 1975                          | "Shake, Rattle and Roll"                  | —      | —      | —      | —      | —      | —      | —      |
| 1979                          | "California"                              | —      | —      | —      | —      | —      | —      | —      |
| „—“ neumístil se v žebříčcích |                                           |        |        |        |        |        |        |        |